# 柳沢一
柳沢 一（やなぎさわ はじめ、1981年4月6日 - ）は、愛知県小牧市出身の競艇選手。登録番号4074の86期生、私立春日丘高等学校を中退して本栖研修所（現在のボートレーサー養成所）に入所。同期生には、中野次郎・萩原秀人・市橋卓士・森永淳・吉田俊彦・中村亮太・大橋純一郎・後藤陽介・金田幸子らがいる。

## 来歴
- 2000年5月13日、蒲郡競艇場でデビュー。
- 2000年6月11日、平和島競艇場で初勝利。
- 2002年9月15日、多摩川競艇場での｢第9回神奈川新聞社賞レース｣で初優勝。
- 2007年2月7日、浜名湖競艇場での｢第52回東海地区選手権｣でG1初優出。
- 2007年11月15日、江戸川競艇場での｢江戸川MB大賞｣でG1初優勝。
- 2015年2月11日、浜名湖競艇場での｢GI第60回東海地区選手権｣第1レースで通算1,000勝達成。[1]
- 2016年8月28日、桐生競艇場での｢第62回モーターボート記念｣でSG初優出（優勝戦5着）。
- 2018年8月27日、丸亀競艇場での第64回モーターボート記念で2度目のSG優出（優勝戦5着）。
- 2019年6月23日、多摩川競艇場において開催された「第29回グランドチャンピオン決定戦」優勝戦で、1コースからコンマ01のスタートから一気に逃げ切り、初のSGを獲得。この優勝で、7月10日から7月15日まで常滑競艇場において開催される「海の日記念・第24回オーシャンカップ」の出場権獲得。

## SG・G1・G2優勝歴

### SG
- 第29回グランドチャンピオン決定戦（2019年6月23日・多摩川競艇場）

### G1
- 江戸川MB大賞（2007年11月15日・江戸川競艇場）
- 第62回東海地区選手権（2014年2月18日・常滑競艇場）
- オールジャパン竹島特別　開設60周年記念競走（2015年11月15日・蒲郡競艇場）
- 浜名湖賞　開設64周年記念競走（2017年7月26日・浜名湖競艇場）